# الی کارتان
الی یوزف کارتان (به فرانسوی: Élie Joseph Cartan) (زاده ۹ آوریل ۱۸۶۹ در داوفن – درگذشته ۶ مه ۱۹۵۱ در پاریس) ریاضیدان اهل فرانسه بود. او به خاطر دستاوردهای وسیعش در نظریه گروه‌های لی، هندسه دیفرانسیل شناخته شده‌است.

## زندگی‌نامه
پدرش آهنگر بود و خانواده توان پرداخت هزینه تحصیل دانشگاهی اش را نداشت ولی استعداد ریاضی او را بازرس مدرسه‌ای که از دبستان الی دیدن کرد کشف نمود. او توانست کمک هزینه‌ای تحصیلی برای دبیرستانی در لیون و سپس اکول نرمال سوپریور به دست آورد. کارتان در دانشگاه پاریس تحت سرپرستی داربو درجه دکترای ریاضی را به دست آورد و سپس به تدریس در دانشگاه مونپلیه و از ۱۸۹۶ تا ۱۹۰۳ در دانشگاه لیون سرگرم کار شد. کارتان در سال ۱۹۰۳ در دانشگاه نانسی به درجه استادی رسید و سپس به کار در سوربن گماشته شد و در آنجا کرسی آنالیز را بدست گرفت. در جریان جنگ جهانی یکم به کار در بیمارستان اکول نرمال سوپریور پرداخت ولی پس از جنگ دوباره به کار پژوهشی روی آورد و در سرانجام در سال ۱۹۴۰ بازنشسته شد.
آنری کارتان، ریاضیدان مشهور سده بیستم که او هم دستاوردهای فراوانی در ریاضیات دارد فرزند اوست. همچنین ریاضیدان ایرانی محسن هشترودی شاگرد الی کارتان در دانشگاه سوربن بوده‌است.

## کارنامه
کارتان به خاطر سهم ویژه اش در رده‌بندی جبرهای نیم ساده مختلط لی و هندسه دیفرانسیل نامبردار است. مفاهیم بسیاری در نظریه جبرهای لی همانند جبرهای کارتان، پیچ کارتان، محک کارتان و ماتریس کارتان به نام او هستند. در هندسه دیفرانسیل، مفاهیم مشتق کارتان و معادله ماوئر-کارتان به نام او نامیده شده‌اند.
کارتان چنان‌که خودش در «اشاراتی در پژوهش علمی» نوشته‌است، دستاورد عمده خود در ریاضیات را سهمش در نظریه گروه‌ها و جبرهای لی می‌داند که نخستین بار در تز دکترایش در سال ۱۸۹۶ ظاهر شد. او سپس در ادامه کارهای ویلهلم کیلینگ و فریدریش انگل به کار روی جبرهای ساده لی پرداخت. در این زمینه او ۴ رده عمده و ۵ رده استثنایی کشف نمود که رده‌بندی جبرهای ساده لی را کامل کرد. کارتان همچنین مفهوم گروه جبری را معرفی نمود که پس از او پیشرفت فراوانی کرد.
او همچنین به کار روی فرمهای دیفرانسیلی پرداخت و در اینجا مفهوم مشتق خارجی را معرفی نمود که از مختصات مستقل است.

## آثار
- Leçons sur les invariants intégraux, Hermann, Paris, 1922
- La Géométrie des espaces de Riemann, 1925
- Leçons sur la géométrie des espaces de Riemann, Gauthiers-Villars, 1928
- La théorie des groups finis et continus et l'analysis situs, Gauthiers-Villars, 1930
- Leçons sur la géométrie projective complexe, Gauthiers-Villars, 1931
- La parallelisme absolu et la théorie unitaire du champ, Hermann, 1932
- La Théorie des groupes continus et des espaces généralisés, 1935
- Leçons sur la théorie des espaces à connexion projective, Gauthiers-Villars, 1937